# Marc Ziegler
Marc Ziegler (født 13. juni 1976 i Blieskastel, Vesttyskland) er en tysk tidligere fodboldspiller (målmand).
Gennem sin næsten 20 år lange karriere repræsenterede Ziegler en lang række klubber i både hjem- og udland. Han spillede blandt andet for VfB Stuttgart, Hannover 96 og Borussia Dortmund, samt for østrigske Tirol Innsbruck og Austria Wien. Hos Innsbruck var han med til at vinde to østrigske mesterskaber, mens det i 1997 med Stuttgart blev til sejr i den tyske pokalturnering.
Ziegler nåede aldrig at spille for det tyske A-landshold, men opnåede en enkelt optræden for U/21-landshold i 1996.

## Titler
Østrigsk Bundesliga
- 2001 og 2002 med Tirol Innsbruck

DFB-Pokal
- 1997 med VfB Stuttgart